# 惠安街道
惠安街道是中华人民共和国河南省開封市兰考县下辖的一个街道办事处。

## 行政区划
惠安街道下辖以下村级行政区划单位：
韩村、豆寨村、杨山寨村、常庄村、范楼村、孙庄村、余寨村、李寨村、司野村、古寨村、桂李寨村、陈斗寨村、金营村、惠窑村、狮子固村、何寨村、刘林村、乔庄村和田庄村。